# Ondřej Novotný (fotbalista)
Ondřej Novotný (* 5. února 1998 Praha) je český profesionální fotbalista, který hraje na pozici útočníka za český klub FK Příbram, kde je na hostování ze Sparty. Je také bývalým českým mládežnickým reprezentantem.

## Klubová kariéra
Novotný je odchovancem Sparty, do které přišel v devíti letech z klubu SK Union Vršovice.
Na lavičku Sparty se poprvé dostal 4. května 2016 v odvetě semifinále proti Jablonci v utkání, kde Sparta kvůli šetření hráčů nastoupila s juniory a dorostenci. Poté se na lavičce objevil 24. listopadu 2016 v utkání 5. kola základní skupiny Evropské ligy proti Southamptonu.
V únoru 2019 odešel na půlroční hostování do druholigové Vlašimi.
Sezonu 2019/20 odehrál na ročním hostování ve slovenském Ružomberku.
V dresu Sparty debutoval 20. února 2021 v závěru ligového utkání proti Zlínu. Z prvního doteku vstřelil gól, který ale kvůli ofsajdu Ladislava Krejčího nebyl uznán.
V červnu 2021 odešel na dvouleté hostování do Slovanu Liberec. V podzimní části sezóny 2021/22 nastoupil ale jen do jednoho ligového utkání, a tak bylo jeho hostování v prosinci 2021 předčasně ukončeno.
V lednu 2022 odešel na půlroční hostování do druholigové Příbrami.
Sezónu 2022/23 a podzimní část sezóny 2023/24 strávil Novotný ve sparťanské rezervě. V lednu 2024 se vrátil na hostování do Příbrami.

## Reprezentační kariéra
Novotný si připsal starty za reprezentace do 18 let a 19 let. Svůj jediný reprezentační gól vstřelil 8. června 2017 do sítě Pobřeží slonoviny.